# Elina Guseva
Elina Igorevna Guseva (ryska: Элина Игоревна Гусева), född den 20 januari 1964 i Asjchabad i Turkmenska SSR i Sovjetunionen (nu Turkmenistan), är en sovjetisk och rysk före detta handbollsspelare.
Hon tog OS-brons i damernas turnering i samband med de olympiska handbollstävlingarna 1988 i Seoul.
Hon tog även OS-brons igen i damernas turnering i samband med de olympiska handbollstävlingarna 1992 i Barcelona.